# Castelpoto
Castelpoto ist eine italienische Gemeinde (comune) mit 1146 Einwohnern (Stand 31. Dezember 2023) in der Provinz Benevento in Kampanien. Die Gemeinde liegt etwa sieben Kilometer westnordwestlich von Benevent am Calore Irpino.

## Gemeindepartnerschaften
Castelpoto unterhält seit 2011 eine inneritalienische Partnerschaft mit der Gemeinde Celano in der Provinz L’Aquila.